# مقاطعة كلات
مقاطعة كلات (بالفارسية: شهرستان کلات) هي إحدى مقاطعات محافظة خراسان رضوي في إيران. كان عدد سكان المقاطعة سنة 2006 حوالي 39,560 نسمة.